# Furto (banda)
Furto, também conhecida como F.UR.T.O (sigla para Frente Urbana de Trabalhos Organizados), foi uma banda brasileira criada por Marcelo Yuka, ex-baterista da banda O Rappa, que seguia o mesmo estilo musical e ideologia que consagrou O Rappa. A primeira apresentação da banda ocorreu na edição de 2004 do Tim Festival, em São Paulo.
Os estilos da banda alternavam entre rock, eletrônica, Hip Hop Alternativo e sofrendo influências do dub e do Rap, mantendo a tendência do Rappa dos anos 1990, com misturas de ritmos e conclusões.

## Formação
Partido da ideia de Marcelo Yuka, primeiramente o projeto ganhou a ajuda de Maurício Pacheco, ex-Mulheres Q Dizem Sim e fundador do Stereo Maracanã. A Maurício coube a tarefa de criar melodias, tocar guitarra e cantar. De Recife vieram Alexandre Garnizé, baterista e percussionista do grupo Faces do Subúrbio e Jam da Silva, "Jam", percussionista que já integrou a Orquestra Santa Massa do DJ Dolores.

## Discografia
Álbuns de estúdio
- 2005 - Sangueaudiência[5][6]

Videoclipes
- "Não se preocupe comigo" (2006) Diretor: Paulo Lins e Nobuki Ogata
- "Flores nas encostas do cimento" (2006) Diretor: Nobuki Ogata
- "Ego city" (2006) Diretor: Iuri Bastos